# José María Robles Arnao y García
José María Robles Arnao y García (Huaraz, 1794 - 22 de febrero de 1857), fue un sacerdote e intelectual peruano. Prócer de la Independencia del Perú, Benemérito de la Patria y Capellán del Ejército Libertador del Perú. 
Hijo de Juan José de Robles Arnao y Marcelina Martina García, vecinos españoles de la ciudad. Fue hermano del también Prócer de la Independencia del Perú Coronel José Manuel Robles Arnao y García, que tuvo distinguida participación durante los primeros años de la independencia.
Cursó estudios en el Colegio Seminario de Belén en Huaraz; concluido sus estudios en 1821, fue nombrado cura interino de la parroquia de San Pedro de Carhuaz. Sin embargo, en esos momentos de convulsión política, decidió dar ayuda espiritual a las tropas libertadoras, uniéndose al ejército del Libertador José de San Martín, y posteriormente en la última campaña por nuestra independencia se unió al ejército del libertador Simón Bolívar, con la dignidad de "Capellán del Ejército Libertador del Perú", además de darle la tarea de cuidar a los heridos de guerra que ocupaban tres hospitales en la ciudad.
Por sus distinguidos servicios a la Nación, y mediante, Supremo Decreto Protectoral del 06 y 10 de octubre de 1821, fue calificado como "Patriota"; posteriormente en la primera Asamblea Constituyente se le concedió el título de "Benemérito de la Patria" y "Prócer de la Independencia del Perú".

## Actuación posterior a la Independencia
En 1825, se le agració con el curato de Cochamarca en la provincia de Cajatambo. Luego, en 1828, con la creación del Colegio de "La Libertad" de Huaraz, los ilustres miembros del Cabildo de Huaraz y el Suprefecto de la ciudad, le solitaron fuera su Rector, convirtiéndose así en el primer Rector de dicha institución educativa, hasta enero de 1830. Dicho rectorado, cargo honorífico y de notoriedad académica en la ciudad, fue ocupado sin recibir sueldo alguno.
En 1830, se le concedió la parroquia de Llapo de la provincia de Pallasca. En 1833, se le otorgó la dignidad de vicario y juez eclesiástico de Huaylas, cargo que ocuparía hasta su sensible fallecimiento en la ciudad de Huaraz el 22 de febrero de 1857. Esta enterrado en la Catedral de dicha ciudad.